# Barry Potomski
Barry Andrew Potomski (* 24. November 1972 in Windsor, Ontario; † 24. Mai 2011 ebenda) war ein kanadischer Eishockeyspieler, der im Verlauf seiner aktiven Karriere zwischen 1989 und 2001 unter anderem 68 Spiele für die Los Angeles Kings und San Jose Sharks in der National Hockey League (NHL) auf der Position des rechten Flügelstürmers bestritten hat. Darüber hinaus absolvierte Potomski weit über 250 Partien in der American Hockey League (AHL) und International Hockey League (IHL).

## Karriere
Potomski spielte zunächst drei Jahre von 1989 bis 1992 bei den London Knights in der Ontario Hockey League, wo sich jedoch kein NHL-Team die Rechte an ihm sicherte (sog. „drafting“). Daher wechselte er zur Saison 1992/93 in die East Coast Hockey League, wo er ein kurzes Gastspiel bei den Erie Panthers hatte, ehe er im Verlauf der Spielzeit zu den Toledo Storm transferiert wurde. Mit den Storm gewann er in der Spielzeit 1992/93 den Riley Cup, die Meisterschaft der ECHL. Es folgte ein kurzes Intermezzo bei den Anaheim Bullfrogs im Sommer 1993 in der professionellen Inlinehockeyliga Roller Hockey International, für die der Linksschütze 13 Begegnungen absolvierte, 19 Punkte erzielte und 56 Minuten auf der Strafbank verbrachte. Anschließend kehrte er im Spieljahr 1993/94 wieder zu den Toledo Storm zurück, bevor ihn im Saisonverlauf die Adirondack Red Wings aus der American Hockey League unter Vertrag nahmen, mit denen er die Spielzeit auch beendete.
Am 7. Juli 1994 unterschrieb er als Free Agent einen Kontrakt bei den Los Angeles Kings aus der NHL, die den rechten Flügelspieler zunächst bei den Phoenix Roadrunners in der International Hockey League einsetzten. Nachdem er dort die gesamte Saison 1994/95 und Teile der Saison 1995/96 gespielt hatte, holten ihn die Kings erstmals in den NHL-Kader und setzten ihn in 33 Spielen ein. Das gleiche Bild ergab sich im Verlauf der Spielzeit 1996/97, die er ebenfalls zwischen der IHL und NHL verbrachte. Nach drei Jahren im Franchise der Los Angeles Kings unterzeichnete er am 15. August 1997 als Free Agent einen Vertrag bei den San Jose Sharks, bei denen er in der Spielzeit 1997/98 zu weiteren acht Einsätzen in der NHL kam. Er verließ die Sharks jedoch nach einem Jahr und wechselte im August 1998 als Free Agent zurück in die Organisation der Detroit Red Wings, für deren Farmteam, die Adirondack Red Wings, er bereits in der Saison 1993/94 gespielt hatte. Die Red Wings setzten den Kanadier ausschließlich im Farmteam ein. Nach der Saison 1998/99 unterschrieb Potomski erneut bei einem anderen Klub. Dieses Mal waren die San Diego Gulls aus der West Coast Hockey League sein Ziel, die er nach der Saison 1999/00 erneut verließ und seine letzte Profisaison beim Ligakonkurrenten Idaho Steelheads verbrachte.
Am 24. Mai 2011 brach Potomski in einem Fitnessstudio seiner Heimatstadt Windsor zusammen und verstarb kurz darauf im Alter von 38 Jahren.

## Erfolge und Auszeichnungen
- 1993 Riley-Cup-Gewinn mit den Toledo Storm
- 1993 Murphy-Cup-Gewinn mit den Anaheim Bullfrogs

## Karrierestatistik
(Legende zur Spielerstatistik: Sp oder GP = absolvierte Spiele; T oder G = erzielte Tore; V oder A = erzielte Assists; Pkt oder Pts = erzielte Scorerpunkte; SM oder PIM = erhaltene Strafminuten; +/− = Plus/Minus-Bilanz; PP = erzielte Überzahltore; SH = erzielte Unterzahltore; GW = erzielte Siegtore; 1 Play-downs/Relegation; Kursiv: Statistik nicht vollständig)